# Erschaffenheit des Korans
Die Erschaffenheit des Korans (arabisch خلق القرآن Chalq al-Qur'ān, DMG ḫalq al-qurʾān) ist eine auf den Koran bezogene theologische Doktrin im Bereich des Islams, die auf die beiden Gelehrten al-Dschaʿd ibn Dirham (gest. 724) und Dschahm ibn Safwān (gest. 746) zurückgeht und besagt, dass der Koran von Gott erschaffen wurde. Mit dieser Lehre stellten sich die beiden Gelehrten gegen die von anderen muslimischen Gelehrten vertretene Position, wonach der Koran als Rede Gottes präexistent ist, also bereits von aller Ewigkeit her existiert. Während des neunten Jahrhunderts wurde der Lehrsatz von der Erschaffenheit des Korans im Abbasidenstaat zeitweise zur Staatsdoktrin erhoben, während diejenigen, die sie ablehnten, im Rahmen der Mihna verfolgt wurden. Später hat diese Doktrin auch Eingang in die Dogmatik der islamischen Strömungen der Muʿtaziliten und Ibaditen gefunden.
Im sunnitischen Islam hanbalitischer Prägung wird die Lehre von der Erschaffenheit des Korans als häretisch abgelehnt. Eine Kompromissposition hinsichtlich des Chalq al-Qur'āns entwickelte der Theologe Ibn Kullāb, indem er zwischen dem Inhalt (maʿnā) und der Ausdrucksform (ʿibāra) des Korans unterschied und die Lehre vertrat, dass nur der Inhalt unerschaffen, die Ausdrucksform jedoch erschaffen sei. Diese Position wurde später von den Aschʿariten übernommen. In der Gegenwart hat die Kontroverse über die Erschaffenheit des Koran stark an Bedeutung verloren. Die Anhänger der Lehre vom Chalq al-Qur'ān werden in der islamischen Häresiographie nach Dschahm ibn Safwān als Dschahmiten (Ǧahmīya) bezeichnet.

## Hintergrund: die Lehre von der Präexistenz des Korans
Schon in den ersten Jahrzehnten nach dem Tod Mohammeds wurde dem Koran ein übernatürliches Wesen und Präexistenz zugeschrieben. Im Koran selbst gibt es einige Stellen, aus denen sich eine derartige Präexistenz herleiten lässt. So ist in Sure 85:22 von einer wohlverwahrten Tafel (lauḥ maḥfūẓ) die Rede, auf der sich der Koran befinden soll, und in Sure 97:1 wird mitgeteilt, dass Gott den Koran in der Lailat al-Qadr hinabgesandt habe. Von dem Prophetengefährten ʿAbdallāh ibn ʿAbbās wird überliefert, dass er aus der Beschreibung des Korans in Sure 39:28 als einer „Lesung auf Arabisch, an der nichts Krummes ist“ (qurʾānan ʿarabīyan ġaira ḏī ʿiwaǧin) schloss, dass er unerschaffen (ġair maḫlūq) sein müsse.
Der kufische Gelehrte Sufyān ath-Thaurī (gest. 778) soll seine ʿAqīda mit dem Glaubenssatz begonnen haben: „Der Koran ist die Rede Gottes, ungeschaffen, von ihm nahm er seinen Anfang und zu ihm kehrt er zurück.“
Die Auffassung, dass der Koran als Rede Gottes anfangsewig sei, fand offenbar auch in der breiten Bevölkerung viel Anklang. Der abbasidische Kalif al-Ma'mūn schrieb in einem Brief an seinen Gouverneur von Bagdad kurz vor seinem Tod im Jahre 833: „Die Menge und große Mehrheit von den Untertanen und das niedrigstehende Volk, die nicht nachdenken und überlegen, und nicht die Argumente und die Rechtleitung nutzen, die Gott zur Verfügung stellt, und nicht durch das Licht der Wissenschaft erleuchtet sind, […] stellen Gott und den Koran, den er herabgesandt hat, auf die gleiche Stufe. Sie stimmen alle darin überein, dass er anfangsewig (qadīm) ist, vom ersten Augenblick an existiert und Gott ihn weder erschaffen, hervorgebracht oder erzeugt hat.“ Al-Ma'mūn stellte die Vermutung an, dass diese Idee der Präexistenz des Korans von christlichen Lehren über die Präexistenz Christi beeinflusst sei.
Bei den imamitischen Schiiten vertrat der Theologe Hischām ibn al-Hakam (gest. 795 oder später) die Lehre, dass der Koran ein Attribut Gottes sei, das weder erschaffen noch erschaffend genannt werden könne. Diese Position wird auch dem sechsten schiitischen Imam Dschaʿfar as-Sādiq (gest. 765) nachgesagt. H.A. Wolfson vermutet, dass man sich mit dem Zusatz, dass der Koran auch kein Schöpfer sei, von christlichen Positionen abzusetzen versuchte, wonach die Präexistenz Christi einschließt, dass Christus auch Weltenschöpfer ist. Der schiitische Gelehrte Ibn Bābawaih (gest. 991) erklärte diese Position später mit den Worten: „Wir hielten nur deswegen davon Abstand, den Koran als  maḫlūq („erschaffen“) zu bezeichnen, weil maḫlūq von der Lexik her etwas Erlogenes sein kann“.

## Dschaʿd ibn Dirham und Dschahm ibn Safwān
Widerstand gegen diese Lehre der Präexistenz des Korans bildete sich zum ersten Mal in den letzten Jahrzehnten der umaiyadischen Herrschaft. In dieser Zeit sollen Dschaʿd ibn Dirham und Dschahm ibn Safwān, die Lehre verfochten haben, dass der Koran von Gott erschaffen (maḫlūq) ist. Von Dschaʿd, der ein Lehrer des späteren Kalifen Marwān ibn Muhammad war und 742/43 von Chālid al-Qasrī hingerichtet wurde, wird auch überliefert, dass er die Auffassung vertrat, Gott könne nicht, wie es im Koran ausgesagt wird, mit Mose gesprochen haben. Tilman Nagel vermutet, dass Dschaʿd mit dieser Leugnung einer kommunikativen Berührung zwischen Gott und Mensch darauf abzielte, die Transzendenz Gottes zu wahren.
Dschahm, der möglicherweise ein Schüler von Dschaʿd war und später in Transoxanien dem Murdschi'ten Hārith ibn Suraidsch als Sekretär diente, hatte ebenfalls ein sehr abstraktes Gottesbild, das er in Auseinandersetzung mit der Sumanīya, einer wahrscheinlich buddhistischen Sekte, entwickelt hatte. Er meinte, dass es neben Gott nichts geben könne, das wie er anfangsewig sei. Dies bezog er auch auf Himmel und Hölle sowie die Urschrift des Korans, das sogenannte Umm al-Kitāb, die seiner Auffassung nach alle in der Zeit erschaffen sein mussten. Einer der Gründe für Dschahms Beharren darauf, dass der Koran erschaffen sein müsse, war seine strikte Ablehnung des Anthropomorphismus. Nach dem Bericht Ahmad ibn Hanbals vertrat er die Auffassung, dass Gott niemals gesprochen habe und auch nicht spreche. Anders als seine Geschöpfe habe Gott keinen physischen Körper, weswegen er Rede, die von den Menschen wahrgenommen werden kann, nur erschaffen könne.
Ein legendarischer Bericht in Ibn al-Athīrs Weltchronik gibt der Lehre von der Erschaffenheit des Korans eine längere Traditionskette. Demnach soll Dschahm ibn Safwān diese Lehre von Dschaʿd ibn Dirham übernommen haben, dieser wiederum von dem schiitischen Häretiker Bayān ibn Samʿān, Bayān von Tālūt, dem Neffen und Schwiegersohn des Juden Labīd ibn al-Aʿsam, von dem berichtet wird, dass er versucht habe, den Propheten Mohammed mit einem Zauber zu verhexen. Labīd ibn al-Aʿsam habe seinerseits die Lehre von der Erschaffenheit der Tora vertreten. Tālut habe dann zum ersten Mal ein Buch darüber abgefasst. Zwar hatte diese Legende sicherlich vor allem den Zweck, die Vertreter der Lehre von Erschaffenheit des Korans zu diskreditieren, doch ist nicht auszuschließen, dass diese Lehre jüdischen Ursprungs ist, weil sich in der Tat im babylonischen Talmud und in den Midraschim Äußerungen über die Erschaffenheit der Tora finden.

## Frühe Anhänger und Gegner des Chalq al-Qur'ān
Dschahm konnte mit seiner Lehre von der Erschaffenheit des Korans einige Anhänger gewinnen, insbesondere unter den Hanafiten und Murdschi'iten. Sie werden in den Quellen als Dschahmiten (Ǧahmīya) bezeichnet. Wahrscheinlich konnte er auch Abū Hanīfa selbst überzeugen. Al-Chatīb al-Baghdādī (gest. 1071) berichtet, dass Chālid al-Qasrī ihn wegen seines Bekenntnisses zum Chalq al-Qur'ān zur Tauba aufgefordert habe und es deswegen auch zu Spannungen zwischen Abū Hanīfa und seinem Schüler Hammād ibn Abī Sulaimān gekommen sei. Der syrische Traditionist Abū Zurʿa ad-Dimaschqī (gest. 894) äußerte sogar die Auffassung, dass Abū Hanīfa der erste gewesen sei, der die Lehre von der Erschaffenheit des Korans öffentlich vertreten habe.
Ein besonders glühender Anhänger des Chalq al-qur'ān war der Murdschi'it und Hanafit Bischr al-Marīsī (gest. 833). Er stützte sich zur Begründung dieser Lehre insbesondere auf die beiden Koranworte in Sure 43:2–3 „Bei der deutlichen Schrift! Wir haben sie zu einem arabischen Koran gemacht. Vielleicht würdet ihr verständig sein.“ und Sure 42:52 „Wir haben ihn (sc. den Koran) zu jedoch zu einem Licht gemacht, mit dem wir rechtleiten, wen von unseren Dienern wir wollen.“ Aus der Verwendung des Ausdrucks „wir haben … gemacht“ schloss er, dass Gott den Koran erschaffen haben müsse.
Auch viele Muʿtaziliten übernahmen die Lehre von der Erschaffenheit des Korans, so Abū Bakr al-Asamm (gest. 817) und Abū Mūsā al-Murdār (gest. 840), die beide eigenständige Schriften zu der Frage abfassten. Al-Murdār stellte denjenigen, die an die Unerschaffenheit des Korans glaubten, das Höllenfeuer in Aussicht.
Die Dschahmiten, also die Anhänger des Chalq al-Qur'ān, hatten aber auch viele Gegner. Sufyān ath-Thaurī, ein erklärter Gegner der Murdschi'a, betrachtete jeden, der behauptete, dass der Koran erschaffen sei, als einen Ungläubigen. In der irakischen Stadt Wāsit wetterte der Traditionarier Yazīd ibn Hārūn (gest. 821) gegen diese Lehre und verfluchte Dschahm ibn Safwān. Er erklärte auch Bischr al-Marīsī und Abū Bakr al-Asamm wegen ihres Bekenntnisses zu dieser Lehre für Ungläubige, deren Blut man vergießen dürfe.
Andere Gelehrte hielten sich bewusst aus dem Konflikt über die Erschaffung des Korans heraus. Der Hanafit Abū Yūsuf zum Beispiel verbot, hinter einem Imam zu beten, der behauptete, dass der Koran erschaffen oder unerschaffen sei. Da Abū Yūsuf unter Hārūn ar-Raschīd der Ober-Qādī des Abbasidenstaates war, ist dies möglicherweise damals die offizielle staatliche Haltung zu dieser Frage gewesen.

## Die Mihna und die Befragung Ahmad ibn Hanbals
Eine wichtige Veränderung in dem Konflikt zwischen Befürwortern und Gegnern der Lehre von der Erschaffenheit des Korans ergab sich dadurch, dass sich der abbasidische Kalif al-Ma'mūn 833 auf die Seite der ersteren stellte. In dem gleichen Brief, in dem er die bei der Volksmenge verbreitete Auffassung von der Präexistenz des Korans rügte, verfügte er, dass alle Qādīs und Hadith-Gelehrten, vor allem solche, die ein öffentliches Amt bekleideten, einen Eid auf die Lehre von der Erschaffenheit des Korans leisten mussten. Das hierdurch in Gang gesetzte Inquisitionsverfahren, das Mihna genannt wurde, wurde auch unter seinen beiden Nachfolgern al-Muʿtasim und al-Wāthiq beibehalten. Al-Ma'mūn selbst war der Auffassung, dass derjenige, der nicht anerkenne, dass der Koran erschaffen ist, keinen Tauhīd habe, weil er etwas, das Gott erschaffen hat, mit derjenigen Eigenschaft versehe, die Gott allein zukommt, nämlich die Ewigkeit.
Allgemein wird angenommen, dass Bischr al-Marīsī eine Schlüsselrolle bei der Einsetzung der Mihna zukam. Er soll die Lehre von der Erschaffenheit des Korans an Ahmad ibn Abī Du'ād (gest. 854), den führenden Theologen unter al-Ma'mūn und seinen beiden Nachfolgern, weitergegeben haben. Auffällig ist auch, dass sich al-Ma'mūn in seinen Briefen an den Gouverneur von Bagdad Ishāq ibn Ibrāhīm zur Begründung des Chalq al-qur'ān auf die gleichen Schriftbeweise stützte, die Bischr zu diesem Zweck herangezogen hatte. Bischr al-Marīsī soll auch Ishāb ibn Ibrāhīm selbst bei der Umsetzung der Mihna beraten haben.
Eines der prominentesten Opfer der Mihna war Ahmad ibn Hanbal, der vor der Mihna geäußert haben soll: „Nichts von Gott ist erschaffen, und der Koran ist von Gott“ (laisa šaiʾ min Allāh bi-maḫlūq wa-l-qurʾān min Allāh). Aufgrund seiner Verweigerung des Bekenntnisses zur Lehre von der Erschaffenheit des Korans wurde er mehrfach inhaftiert und geschlagen. Der Muʿtazilit al-Dschāhiz, der eine Abhandlung über die Erschaffenheit des Korans verfasst hat, gibt darin einen Dialog wieder, der bei einer der Befragungen Ahmads während des Kalifats von al-Muʿtasim stattgefunden haben soll. Demnach wurde Ahmad ibn Hanbal von Ahmad ibn Abī Du'ād gefragt: „Ist es wahr, dass eine Sache nur unerschaffen oder erschaffen sein kann?“ Als Ahmad ibn Hanbal bejahte, fragte Ahmad ibn Abī Du'ād weiter: „Ist der Koran eine Sache?“ – „Ja.“ – „Ist es wahr, dass nur Gott unerschaffen ist?“ – „Ja.“ – „Also ist der Koran erschaffen!“. Hieraufhin soll sich Ahmad ibn Hanbal damit herausgeredet haben, dass er kein Kalām-Gelehrter sei. Seine Auffassung vom Koran soll Ahmad ibn Hanbal mit dem Argument verteidigt haben, dass die Rede Gottes so zu beurteilen sei wie sein Wissen: So wie es nicht möglich sei, dass Gottes Wissen erschaffen ist, so sei es auch nicht möglich, dass seine Rede erschaffen ist. Ahmad ibn Abī Du'ād wies diesen Analogieschluss mit einem Verweis auf die im Koran bezeugte Abrogation zurück: „Ist Gott etwa nicht imstande, einen Vers durch einen anderen aufzuheben oder diesen Koran wegzunehmen und einen anderen dafür zu schicken, wo doch dies alles im Koran niedergeschrieben ist?“ Als Ahmad ibn Hanbal dies zugestand, ergänzte Ahmad ibn Abī Du'ād: „Wäre dies auch in Bezug auf das Wissen möglich und könnte Gott sein Wissen abändern und es durch ein anderes ersetzen?“ Da Ahmad ibn Hanbal dies verneinen musste, war – jedenfalls nach dem Bericht von al-Dschāhiz – sein Einwand gegen die Erschaffenheit des Korans widerlegt.
Al-Dschāhiz versuchte in seinem Bericht aufzuzeigen, dass Ahmad ibn Hanbal selbst die Richtigkeit der Lehre von der Erschaffenheit des Korans eingestanden hatte, und wies die Auffassung zurück, dass er dies nur aus Taqīya getan habe. Umgekehrt entstand aber unter den sunnitischen Muslimen des Ostens ein Schrifttum, das genau das Gegenteil zu beweisen versuchte. Darin wurde erzählt, dass die Vertreter der Lehre von der Unerschaffenheit des Korans ihre Lehre so erfolgreich vor al-Ma'mūn verteidigt hätten, dass diesem selbst Zweifel kamen.
Die Mihna wurde erst 848 durch den Kalifen al-Mutawakkil aufgehoben. Die religionspolitische Wende al-Mutawakkils ging so weit, dass nun diejenigen, die die Unerschaffenheit des Korans ablehnten, Schwierigkeiten bekamen. Der Muʿtazilit Abū ʿAlī al-Dschubbā'ī wird von Abū l-Hasan al-Aschʿarī mit den Worten zitiert, dass man sich in Bagdad nicht mehr aufhalten könne, ohne zu bekennen, dass der Koran unerschaffen sei. Nicht nur Personen, die die Erschaffenheit des Korans lehrten, sondern auch solche, die das Bekenntnis zu seiner Unerschaffenheit verweigert, wurden jetzt als häretische Dschahmiten betrachtet.

## Die Übernahme der Doktrin bei den Ibaditen
Zu den frühen Anhängern der Lehre von der Erschaffenheit des Korans gehörte auch der irakische Ibadit ʿAbdallāh ibn Yazīd al-Fazārī (gest. zw. 795 u. 815). Wahrscheinlich durch seine Vermittlung fasste diese Lehre auch schon früh im ibaditisch ausgerichteten Rustamiden-Staat Fuß, dessen Gebiet sich im 9. Jahrhundert über weite Teile des Maghrebs erstreckte. Ein Sendschreiben des rustamidischen Imams Abū l-Yaqzān (856–895), das von V. Cremonesi ausgewertet wurde, zeigt, wie weit zu dieser Zeit dieses Dogma bei den Ibaditen des Maghreb bereits verwurzelt war. Abū l-Yaqzān hatte in seiner Jugend auf einer Reise in den Orient das Abbasidenreich besucht und die traditionalistische Reaktion unter al-Mutawakkil auf die Mihna miterlebt. In seinem Sendschreiben bemühte er sich darum, seine Untertanen in dem Glauben an den Chalq al-Qur'ān zu bestärken und verlieh dieser Doktrin einen offiziellen Charakter, ähnlich wie dies al-Ma'mūn wie im Abbasidenreich gemacht hatte. Damit stellte er sich bewusst auch gegen die Religionspolitik des Aghlabiden-Staates, in der seit der Einsetzung von Sahnūn ibn Saʿīd eine malikitische Orthodoxie das Sagen hatte und die Muʿtaziliten verfolgt wurden. Eine Besonderheit von Abū l-Yaqzān Sendschreiben, in dem dieser alle ihm bekannten Argumente für die Erschaffenheit des Korans zusammentrug, war, dass er den Koran als eine Handlung Gottes präsentierte.
Das Sendschreiben des Imams führte dazu, dass im Maghreb diese Lehre fester Bestandteil der ibaditischen Dogmatik wurde. In späteren ibaditischen ʿAqīda Bekenntnisschriften aus dem Mzab und dem Dschabal Nafusa wird nur noch lapidar festgestellt, dass derjenige, der an die Unerschaffenheit des Korans glaubt, außerhalb der ibaditischen Gemeinde steht. In Oman, dem anderen Zentrum der Ibaditen, hatte bis zur Mitte des 9. Jahrhunderts die Gegenthese, die Lehre von der Unerschaffenheit des Korans, allerdings noch viele Anhänger. Noch im 12. Jahrhundert verfasste der omanische Ibadit Ibn an-Nazar eine Qasīda, in der er die Ewigkeit des Korans verteidigte. In der Moderne besteht dagegen unter den Ibaditen des Ostens und Westens ein Konsens über die Erschaffenheit des Korans.

## Differenzen hinsichtlich der Erschaffung des Korans
Zwischen denjenigen, die die Erschaffenheit des Korans annahmen, gab es einige Lehrunterschiede, die die Frage betrafen, was bei der Erschaffung des Korans genau erschaffen wird und wie das geschieht. Abū l-Hasan al-Aschʿarī widmete in seinem doxographischen Werk Maqālāt al-islāmīyīn diesen Lehrunterschieden einen längeren Abschnitt, der besonders viele Informationen dazu enthält.
Eine Gruppe nahm an, dass der erschaffene Koran ein Körper (ǧism) ist. Zu dieser Gruppe gehörten Dschahm selbst, die beiden Muʿtaziliten Abū Bakr al-Asamm und Dschaʿfar ibn Mubaschschir (gest. 851) sowie der Ibadit ʿAbdallāh ibn Yazīd al-Fazārī (gest. zw. 795 u. 815). Innerhalb dieses Lagers gab es wiederum verschiedene Positionen. Einige nahmen an, dass der Koran ein Körper ist, der von Gott auf der wohlverwahrten Tafel (al-lauḥ al-maḥfūẓ) erschaffen ist und bei Rezitation, schriftlicher Fixierung und Memorierung den betreffenden Personen übermittelt wird. Dschaʿfar ibn Mubaschschir und al-Fazārī meinten dagegen, dass Gott den Koran auf der wohlverwahrten Tafel erschaffen habe, ohne dass dieser übermittelt werden könne, weil er immer nur an einem Ort sein könne. Das, was gehört, memoriert und schriftlich fixiert werde, sei nur die Wiedergabe (ḥikāya) und das Ebenbild (miṯl) des Korans. Eine andere Gruppe nahm an, dass der Koran ein Körper ist, der in Gott selbst besteht, ohne einen Ort zu haben. Wenn dann der Koran rezitiert, schriftlich fixiert oder memoriert wird, erschafft ihn Gott jedes Mal neu. Eine vierte Meinung war schließlich, dass sich der Koran erst dann verkörpert, wenn er rezitiert, schriftlich fixiert oder memoriert wird.
Eine zweite Gruppe nahm an, dass der Koran ein Akzidens sei. Auch innerhalb dieser Gruppe gab es unterschiedliche Positionen. Einige nahmen an, dass der Koran ein Akzidens auf der wohlverwahrten Tafel sei. Wenn nun jemand den Koran rezitiere, schriftlich fixiere oder memoriere, dann erschaffe Gott den Koran jeweils neu als zweite Erschaffung (ḫalqan ṯaniyan), ohne dass davon der Koran auf der wohlverwahrten Tafel betroffen ist. Zu denjenigen, die diese Lehrmeinung vertraten, gehörte Dirār ibn ʿAmr (gest. 815). Er soll gesagt haben: „Der Koran erfolgt von Gott als Erschaffung und von mir als Rezitation und Handlung, denn ich rezitiere den Koran, und das, was gehört wird, ist der Koran. Gott belohnt mich dafür. Ich bin der Handelnde und Gott der Erschaffende.“ Nach einer anderen Position gibt es keine zweite Erschaffung, sondern der erschaffene Koran ist lediglich das, was die Menschen rezitieren, schriftlich fixieren und memorieren, während der Koran auf der wohlverwahrten Tafel ein unerschaffenes Akzidens ist. Abū l-Hudhail und Abū ʿAlī al-Dschubbā'ī lehrten dagegen, dass Gott den Koran auf der wohlverwahrten Tafel als Akzidens erschaffen habe, er gleichzeitig aber auch an jedem Ort existiere, an dem er memoriert, schriftlich fixiert oder rezitiert wird, weil die Rede Gottes gleichzeitig an verschiedenen Orten sein könne. Daneben gab es noch verschiedene andere Positionen bei dieser Gruppe.
Von Ibn ar-Rāwandī wird überliefert, dass er die Auffassungen von dem Koran als Körper oder Akzidens zurückwies und die Auffassung vertrat, dass er ein Inhalt (maʿnā min al-maʿānī) und eine Wesenheit (ʿain min al-aʿyān) sei. Schließlich gab es noch die Auffassung, dass der Koran ein Attribut Gottes sei.

## Die Verteidigung der Doktrin durch ʿAbd al-Dschabbār
Sunnitische Theologen, die annahmen, dass der Koran unerschaffen ist, sammelten Schriftbelege, um die Richtigkeit ihrer Auffassung zu beweisen. Abū l-Hasan al-Aschʿarī zum Beispiel meinte, dass das Koranwort von Sure 7:54: „Steht nicht ihm (d.h. Gott) die Erschaffung und der Befehl zu“ beweise, dass das Wort Gottes und damit auch der Koran, außerhalb der erschaffenen Welt stehe. Auch sein indirekter Schüler al-Bāqillānī, der in seiner Abhandlung At-Tamhīd dem muʿtazilitischen Chalq al-Qur'ān ein ganzes Kapitel widmete, griff bei seiner Widerlegung hauptsächlich auf Argumente zurück, die auf den Koran gestützt waren. Einer der wichtigsten Schriftbelege, die er heranzog, war das Koranwort von Sure 16:40, in dem Gott von sich sagt: „Vielmehr ist unsere Rede, wenn wir irgendetwas wollen, dass wir zu ihm sagen: ‚Sei!‘ – und dann ist es.“ Hieraus schloss al-Bāqillānī, dass Gott mit seiner Rede erschafft. Wenn aber die Rede notwendig zur Erschaffung der Dinge sei, dann könne sie nicht selbst erschaffen sein.
Eine ausführliche Verteidigung der Doktrin von der Erschaffenheit des Korans gegen Einwände von sunnitischer Seite findet sich im siebten Band der „Summa über die Themen des Einheitsbekenntnisses und der Gerechtigkeit“ (al-Muġnī fī abwāb at-tauḥīd wa-l-ʿadl) des Muʿtaziliten ʿAbd al-Dschabbār ibn Ahmad. Er behandelt hier insgesamt zwölf solcher Einwände und weist sie mit Gegenargumenten zurück. Hier eine Auswahl:
- Erster Einwand: Man kann den Koran deswegen nicht „erschaffen“ (maḫlūq) nennen, weil die Quellen des Religionsgesetzes (šarʿ) diesen Begriff nicht verwenden. – Antwort: Der Gebrauch von Begriffen ist nicht von ihrer Verwendung in den heiligen Texten abhängig. Abgesehen davon wird der Begriff in diesen Texten verwendet. So wird Gott im Koran als „Schöpfer aller Dinge“ (Sure 13:16) bezeichnet; und im Hadith heißt es: „Gott war, ohne dass es etwas anderes gab. Dann erschuf er den Dhikr (= Koran)“ und „Gott erschuf den Koran in arabischer Sprache“.
- Zweiter Einwand: Die Verwendung des Begriffs „erschaffen“ für Gottes Rede suggeriert, dass sie erlogen ist, so wie Abraham in Sure 29:17 zu den Götzendienern sagt: „Ihr erschafft Lügenwerk“. – Antwort: Mit „Lügenwerk“ (ifk) in diesem Vers sind nicht „Lügen“ gemeint, sondern die Götzen, die sie hergestellt hatten.
- Dritter Einwand: Die Mehrheit der islamischen Gemeinschaft verwendet die Bezeichnung „erschaffen“ nicht für den Koran. – Antwort: Es gibt keine Pflicht, der Mehrheit zu folgen, sondern nur einem allgemeinen Konsens. Abgesehen davon verwenden viele Gelehrte den Begriff in dieser Weise.
- Vierter Einwand: Wenn man den Koran „erschaffen“ nennt, kann man des Unglaubens beschuldigt werden. Deswegen ist es besser, den Begriff nicht zu verwenden. – Antwort: Im Gegenteil muss derjenige, der den Koran für unerschaffen erklärt, für ungläubig erklärt werden, weil diese Lehre nahelegt, dass er ein Dualist ist, der an ein zweites urewiges Wesen neben Gott glaubt.
- Fünfter Einwand: Die Prophetengefährten und die Muslime der zweiten Generation (tābiʿūn) verwendeten diese Bezeichnung für den Koran nicht. – Antwort: Das ist zwar richtig, aber sie sagten, dass er Gottes Handlung sei. Der Grund, dass sie „erschaffen“ nicht benutzen, ist, dass zu jener Zeit noch kein Dissens über die Frage bestand.
- Achter Einwand: Die Anwendung des Begriffs „erschaffen“ auf den Koran würde implizieren, dass er sterben kann. – Antwort: Das ist nicht richtig, da der Begriff „erschaffen“ auch für leblose Dinge verwendet wird.

In einer abschließenden Bemerkung erwähnt ʿAbd al-Dschabbār einen anderen Text aus der islamischen Tradition, wonach Mohammed gesagt haben soll: „Gott erschuf die Tora mit seiner eigenen Hand“. Hieraus leitete er nach Art eines Analogieschlusses ab, dass Gott auch den Koran mit seiner eigenen Hand erschaffen haben musste.

## Die Kompromisslösungen Ibn Kullābs und der Aschʿariten
Während die Hanbaliten, also diejenigen Gelehrten, die sich an Ahmad ibn Hanbal orientierten, unverbrüchlich an der Lehre von dem unerschaffenen Koran festhielten und meinten, dass die Unerschaffenheit nicht nur für die himmlische Vorlage gelte, sondern auch für den Koran, der von den Menschen rezitiert, memoriert und schriftlich fixiert wird, entwickelte schon während der Mihna der sunnitische Theologe Ibn Kullāb eine Kompromissposition hinsichtlich des Chalq al-Qur'ān, mit der er den Muʿtaziliten ein Stück weit entgegenkam. Diese Kompromissposition bestand daraus, dass er zwischen dem Inhalt (maʿnā) und der Ausdrucksform (ʿibāra) des Korans unterschied und die Lehre entwickelte, dass nur der Inhalt unerschaffen, die Ausdrucksform jedoch erschaffen sei.
Diese Position wurde später in etwas veränderter Form auch von al-Buchārī (gest. 870) und den Aschʿariten übernommen. Al-Buchārī meinte, dass die Rede Gottes unerschaffen, das Aussprechen des Korans (al-lafẓ bi-l-qurʾān) jedoch erschaffen sei. Er wurde deswegen in Nischapur einem peinlichen Kreuzverhör unterzogen. Die Aschʿariten unterschieden zwischen der „inneren Rede“ (kalām nafsī) Gottes, die bei Gott ist, und der „lautlichen Rede“ (kalām lafẓī) Gottes, die sich in dem offenbarten und rezitierbaren Koran manifestiert. Asch-Schahrastānī fasst ihre Position in der Weise zusammen, dass sie den Koran für anfangsewig (qadīm) hielten, andererseits allerdings annahmen, dass das, was die Menschen in den Händen halten, nicht in Wirklichkeit die Rede Gottes sei.
In der Waṣīyat Abī Hanīfa, einer hanafitischen Bekenntnisschrift, die diese aschʿaritische Sicht spiegelt und in der frühen Neuzeit häufig kommentiert wurde, heißt es: „Wir bekennen, dass der Koran die unerschaffene Rede Gottes ist. Er ist seine Offenbarung, seine Herabsendung und sein Attribut, das nicht mit ihm identisch, aber auch nicht etwas anderes als er ist. Vielmehr ist er ein Attribut in seiner Verifikation, niedergeschrieben in den Handschriften, rezitiert durch die Zungen, bewahrt in den Herzen, nicht jedoch sich in ihnen niederlassend. Die Tinte, das Papier und die Schrift sind allesamt erschaffen, weil sie das Werk der Menschen sind. Das Werk des Erschaffenen (sc. des Menschen) ist nämlich ebenfalls erschaffen. Die Rede Gottes dagegen ist unerschaffen, weil die Schrift, die Buchstaben, Wörter und Verse allesamt Zeichen des Korans für das Bedürfnis der Menschen sind. Die Rede Gottes existiert zwar in ihm, seine Bedeutung ist aber erst durch diese Dinge verständlich. Wer aber sagt, dass die Rede Gottes erschaffen ist, ist ein Kāfir hinsichtlich Gottes.“
Die aschʿaritische Position hinsichtlich des Korans verbreitete sich über weite Teile der islamischen Welt. In Nordafrika war sie Gegenstand von ibaditischen Polemiken, die sich vor allem gegen das aschʿaritische Konzept der „inneren Rede“ wandten.

## Moderne
In der Moderne gab es verschiedene Gelehrte und Denker, die sich für eine Rehabilitierung der muʿtazilitischen Position von Erschaffenheit des Korans ausgesprochen haben, darunter Muhammad Abduh und der algerisch-französische Islamwissenschaftler Mohammed Arkoun.